# 佐治敦 (密西西比州)
佐治敦（英語：Georgetown）是位於美國密西西比州科派亞縣的城鎮。

## 人口
根據2020年美國人口普查的數據，佐治敦的面積為1.76平方千米，當中陸地面積為1.74平方千米，而水域面積為0.02平方千米。當地共有人口252人，而人口密度為每平方千米143人。